# 卢塞恩剧院
卢塞恩剧院（Luzerner Theater）是瑞士中部唯一的专业剧院，演出音乐剧、演技剧及木偶戏。
卢塞恩交响乐团（LSO）是音乐剧的一个重要的艺术团体。
卢塞恩剧院拥有大约250名临时和永久员工（不包括卢塞恩交响乐团），为瑞士中部排名第61位的雇主。